# Sdružení měst a obcí Bukovská voda
DSMaO Bukovská voda je dobrovolné sdružení obcí v okresu České Budějovice, okresu Jindřichův Hradec a okresu Tábor, jeho sídlem je Dolní Bukovsko a jeho cílem je regionální rozvoj. Sdružuje celkem 25 obcí a byl založen v roce 2001.

## Obce sdružené v mikroregionu
- Bečice
- Bošilec
- Dírná
- Dobšice
- Dolní Bukovsko
- Doňov
- Drahotěšice
- Drahov
- Dynín
- Horní Kněžeklady
- Jindřichův Hradec
- Kardašova Řečice
- Modrá Hůrka
- Neplachov
- Pleše
- Ševětín
- Týn nad Vltavou
- Újezdec
- Val
- Veselí nad Lužnicí
- Višňová
- Vitín
- Záhoří
- Zlukov
- Žimutice